# Moartea lui Adolf Hitler

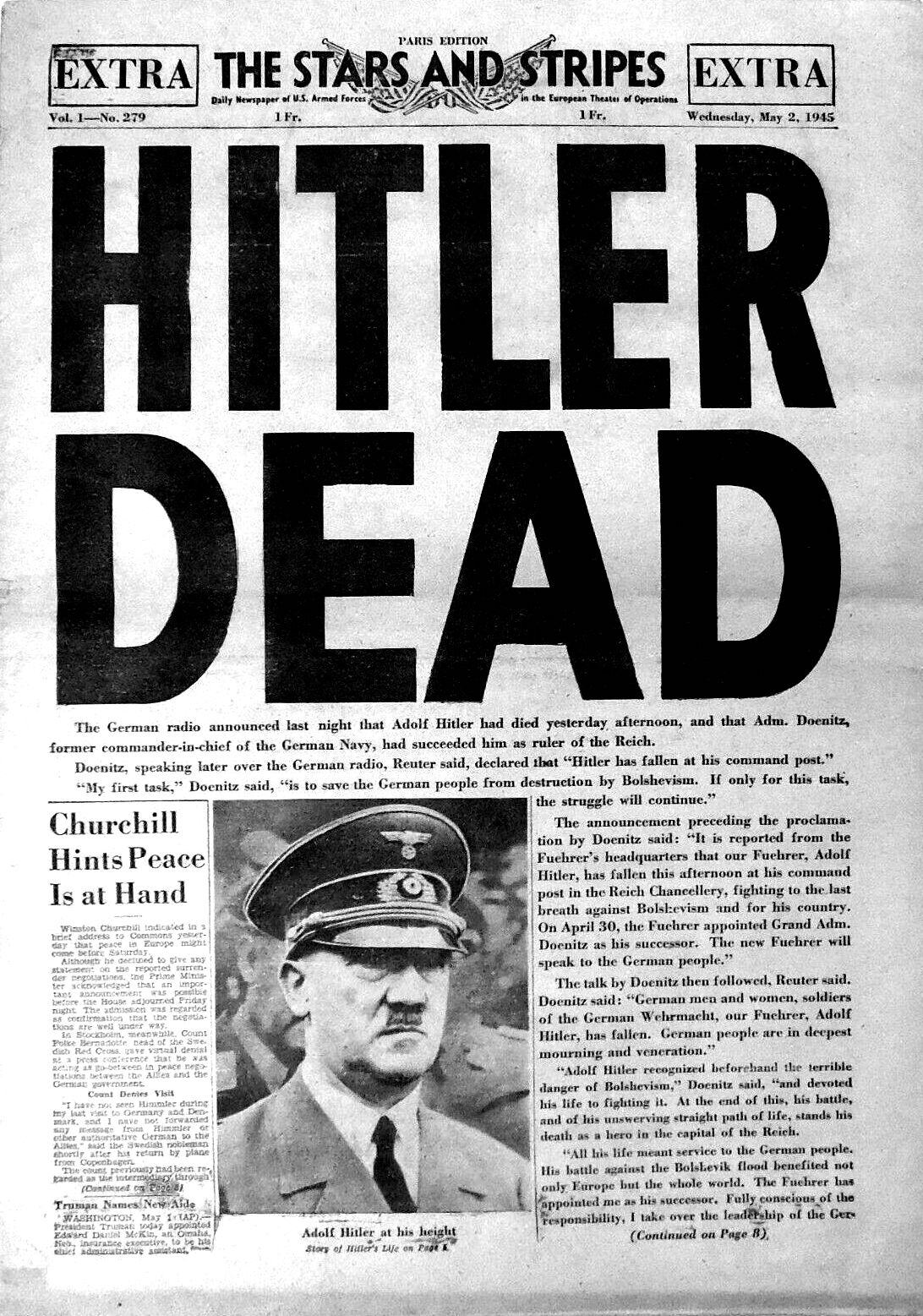
Prima pagină a ziarului Stars and Stripes al forțelor armate americane din 2 mai 1945, care titrează moartea lui Hitler

Adolf Hitler a fost un politician german de origine austriacă, liderul Partidului Muncitoresc Național-Socialist German (Partidul nazist), cancelarul Germaniei între 1933 și 1945 și Führer (Lider) al Germaniei naziste între 1934 și 1945. Acesta s-a sinucis prin împușcare pe 30 aprilie 1945 în buncărul său (Führerbunker) din Berlin. Eva Braun, soția lui de doar o zi, s-a sinucis alături de el luând cianură.  Conform instrucțiunilor verbale și scrise lăsate de Hitler, cadavrele celor doi au fost transportate în acea după-amiază pe scări prin ieșirea de urgență a buncărului și așezate în grădina cancelariei Reichului, unde au fost acoperite cu benzină. Înregistrările din arhivele sovietice arată că rămășițele lor arse au fost recuperate și înmormântate în locații succesive până în 1946. În cele din urmă au fost exhumate din nou și incinerate în 1970, iar cenușa a fost împrăștiată.
Explicațiile cu privire la cauza decesului diferă; o versiune afirmă că a murit doar prin simpla otrăvire, iar o altă opinie susține că a murit prin autoîmpușcare în timp ce mușca o capsulă de cianură. Istoricii contemporani au respins aceste afirmații ca fiind fie propagandă sovietică, fie o tentativă de compromis pentru a reconcilia diferitele concluzii. Un martor ocular a afirmat că trupul lui Hitler prezenta semne cum că ar fi fost împușcat prin gură, dar acest lucru s-a dovedit improbabil. O parte din rămășițele dentare găsite în cadavrul lui Hitler au fost analizate și s-au potrivit cu înregistrările sale dentare din 1945.
Din diferite motive politice, Uniunea Sovietică a prezentat diferite versiuni despre soarta lui Hitler. Aceștia au menținut în primii ani de după război ideea că Hitler nu era mort, ci fugise și era protejat de foștii aliați occidentali.

## Evenimentele premergătoare
„Germania este și rămâne țara loialității. [...] Istoria nu va putea spune niciodată că în acest moment crucial un popor și-a abandonat liderul și nici că un lider și-a abandonat poporul. Aceasta este victoria! ”—Joseph Goebbels într-un mesaj adresat la radio pe 19 aprilie 1945 cu ocazia aniversării lui Hitler.
La începutului lui 1945, Germania era pe punctul unui colaps militar total. Polonia căzuse pradă Armatei Roșii care se pregătea să traverseze fluviul Oder între Küstrin și Frankfurt, cu scopul de a captura Berlinul, aflat la 82 de kilometri spre vest. Forțele germane pierduseră recent Ofensiva din Ardeni în fața Aliaților, forțele britanice și canadiene traversau Rinul în regiunea Ruhr, inima industriei germane, iar forțele americane din sud capturaseră Lorena și avansau spre Mainz, Mannheim și Rin. Trupele germane din Italia s-au retras la nord, presate fiind de armatele americane și ale Commonwealth-ului ca parte a ofensivei de primăvară, pentru a înainta peste Pad și spre poalele Alpilor.

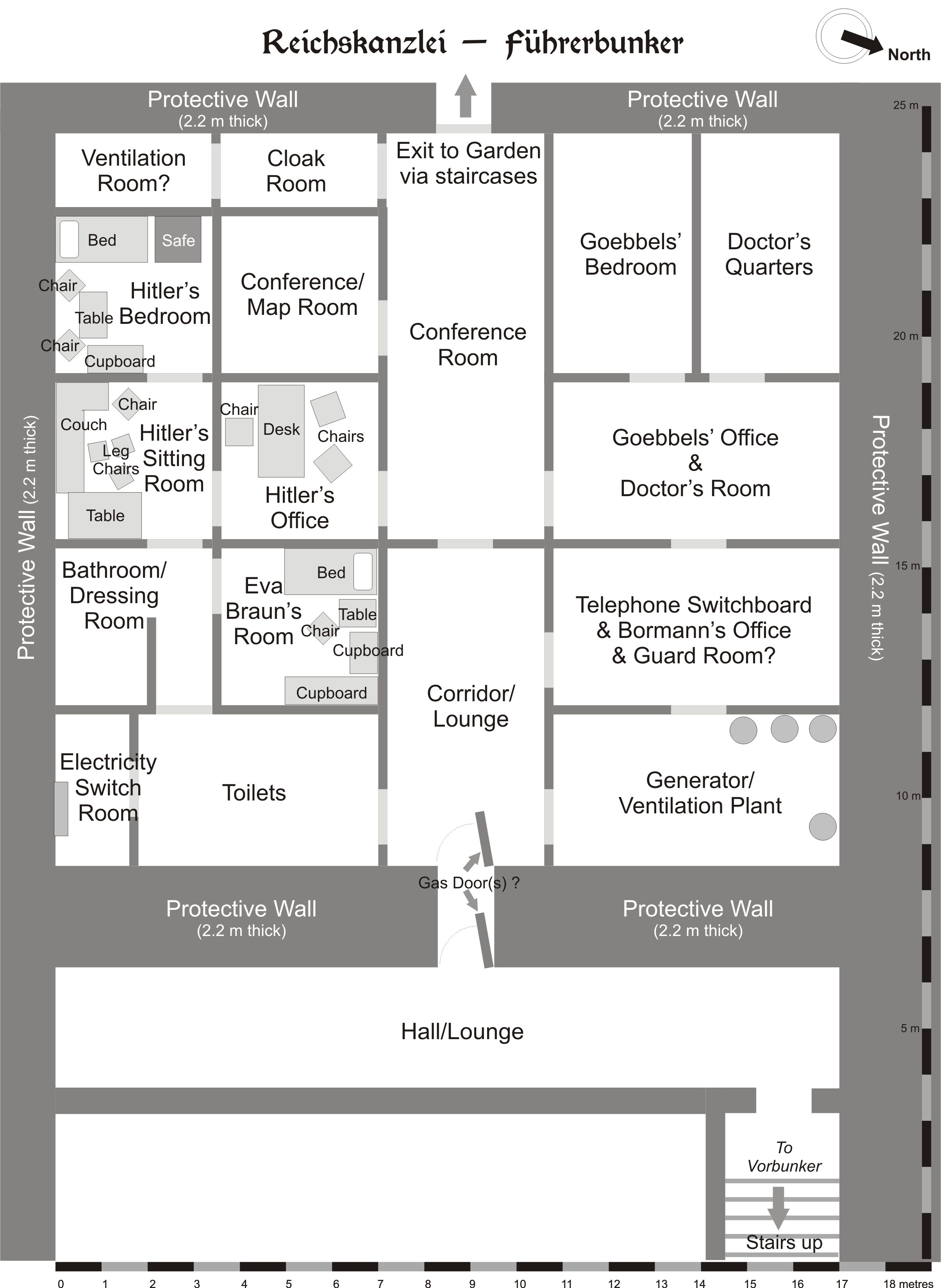
Planul schematizat al buncărului (Führerbunker). Hitler s-a sinucis în camera de zi.

După ce și-a părăsit sediul central din Ziegenberg, lângă Frankfurt am Main, denumit Adlerhorst („cuibul vulturului”) Adolf Hitler s-a mutat în Führerbunker din Berlin pe 16 ianuarie 1945. În tot acest timp el devenise epuizat fizic, din ce în ce mai neglijent în ținută, cu o memorie slăbită, o incapacitate totală de concentrare și episoade frecvente de absență. Pentru conducerea nazistă devenise clar că bătălia pentru Berlin urma să fie ultima confruntare a războiului din Europa. Aproximativ 325.000 de soldați germani ai Grupului de Armate B au fost înconjurați și capturați pe 18 aprilie, lăsând cale deschisă forțelor americane să ajungă la Berlin. Până pe 11 aprilie americanii au trecut Elba, la 100 de kilometri vest de oraș. Pe 16 aprilie trupele sovietice din est au traversat Oderul și au început bătălia pentru Înălțimile Seelow, ultima linie defensivă importantă care proteja Berlinul de acea parte. Până pe 19 aprilie germanii s-au retras complet din Înălțimile Seelow, fără să lase nicio linie de front. În seara zilei de 19 aprilie Hitler părea să ezite între două opțiuni: să rămână în Berlin sau să meargă în Obersalzberg pentru a prelua personal comanda zonei de sud. Potrivit lui Joachim Fest, Joseph Goebbels, ministrul propagandei, l-a convins să rămână în capitală, singurul loc în care „putea obține o victorie finală dându-și exemplul moral întregii lumi”.  Berlinul a fost bombardat de artileria sovietică pentru prima dată pe 20 aprilie, dată care coincidea cu ziua de naștere a lui Hitler. Până în seara zilei de 21 aprilie tancurile Armatei Roșii ajunseseră deja la marginea orașului.
La conferința din după-amiaza zilei de 22 aprilie Hitler a suferit o cădere nervoasă totală când a fost informat că ordinele sale date armatei generalului SS Felix Steiner pentru a contraataca nu au fost respectate. Hitler a lansat o tiradă împotriva trădării și incompetenței comandanților săi care a culminat cu declarația - pentru prima dată - că războiul a fost pierdut. Hitler a anunțat că va rămâne în Berlin până la sfârșit și apoi să se va împușca. La sfârșitul aceleiași zile l-a întrebat pe medicul SS Werner Haase despre cea mai fiabilă metodă de sinucidere, iar Haase i-a sugerat „metoda pistolului și a otrăvurilor” de a combina o doză de cianură cu o împușcătură la tâmple. Șeful Luftwaffe, Reichsmarschall Hermann Göring, a aflat despre acest lucru și i-a trimis o telegramă lui Hitler în care solicita permisiunea de a prelua conducerea Reichului în conformitate cu decretul lui Hitler din 1941 prin care l-a numit succesorul său. Secretarul lui Hitler, Martin Bormann, l-a convins pe acesta că Göring dorea o lovitură de stat, iar drept răspuns Hitler l-a informat pe Göring că va fi executat dacă nu va demisiona din toate posturile ocupate. Mai târziu în acea zi l-a concediat pe Göring din toate funcțiile sale și a ordonat arestarea lui.
Până pe 27 aprilie Berlinul fusese deconectat de restul Germaniei. Comunicațiile radio securizate cu unitățile de apărare au fost pierdute, iar conducerea din buncăr a trebuit să depindă de liniile telefonice pentru transmiterea instrucțiunilor și comenzilor  și de radioul public pentru știri și informații. Pe 28 aprilie Hitler a primit un raport al BBC în care se afirma că șeful SS Heinrich Himmler dorea să se predea Aliaților. Oferta a fost însă refuzată. Himmler le sugerase Aliaților că avea autoritatea de a negocia predarea, iar Hitler a considerat aceasta ca fiind trădare. În acea după-amiază furia și amărăciunea lui Hitler s-au concentrat într-o turbare împotriva lui Himmler. Hitler a ordonat arestarea lui Himmler și l-a împușcat pe Hermann Fegelein (reprezentantul SS al lui Himmler în buncăr).

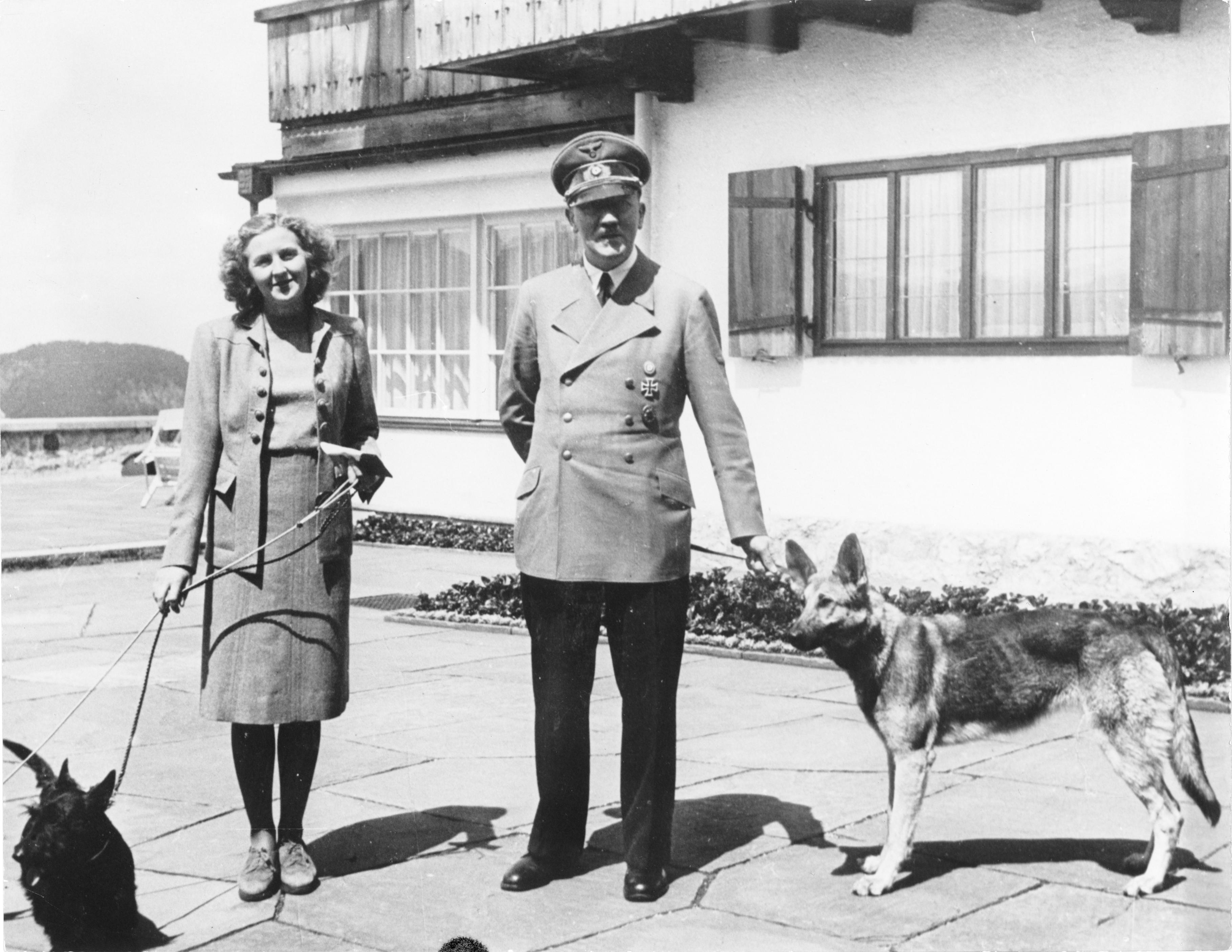
Eva Braun și Hitler (împreună cu Blondi), iunie 1942

Între timp Armata Roșie înainta către Potsdamer Platz și toate indicațiile arătau că se pregătea asaltul asupra Cancelariei. Acest raport împreună cu trădarea lui Himmler l-au determinat pe Hitler să ia ultimele decizii ale vieții sale. Pe 29 aprilie, la scurt timp după miezul nopții, s-a căsătorit cu Eva Braun într-o mică ceremonie civilă desfășurată în camera hărților din Führerbunker. Hitler a găzduit apoi un mic dejun de nuntă cu noua sa soție, după care a dus-o pe secretara Traudl Junge într-o altă cameră și i-a dictat ultima dorință și testamentul. Instrucțiunile urmau să fie îndeplinite imediat după moartea sa, printre acestea numărându-se asumarea funcțiilor de șef al statului și respectiv cancelar de către Marele Amiral Karl Dönitz și Joseph Goebbels. A semnat aceste documente la ora 04:00 și apoi s-a dus la culcare. Unele surse spun că a dictat ultima dorință și testamentul imediat înainte de nuntă, dar toate sursele sunt de acord cu privire la momentul semnării.
În după-amiaza zilei de 29 aprilie Hitler a aflat că aliatul său, Benito Mussolini, fusese executat de partizanii italieni. Trupurile lui Mussolini și ale amantei sale, Clara Petacci, fuseseră atârnate de călcâie, iar ulterior tăiate și aruncate în jgheab, unde au fost batjocorite de dizidenții italieni. Este posibil ca aceste evenimente să fi întărit convingerea lui Hitler de a nu permite ca din el sau din soția lui să se facă un „spectacol”, așa cum a consemnat anterior în testament. Punând la îndoială eficacitatea capsulelor cu cianură oferite de medicul SS Ludwig Stumpfegger, Hitler i-a ordonat lui Haase să testeze una pe câinele său, Blondi, care a murit după administrarea dozei.

## Sinuciderea
Hitler și Braun au trăit împreună ca soț și soție în buncăr mai puțin de 40 de ore. Pe 30 aprilie la ora 01:00, generalul Wilhelm Keitel a raportat că toate trupele pe Hitler se baza că vor salva Berlinului erau fie încercuite, fie forțate să acționeze în defensivă. În jurul orei 02:30 Hitler a apărut pe coridor, unde aproximativ 20 de persoane, în mare parte femei, se adunaseră pentru a-și lua rămas bun. A mers și a dat mâna cu fiecare dintre ele înainte de a se retrage în camera sa. Târziu în acea dimineață, cu sovieticii la mai puțin de 500 metri de buncăr, Hitler a avut o întâlnire cu generalul Helmuth Weidling, comandantul zonei de apărare din Berlin. Acesta i-a spus lui Hitler că garnizoana va rămâne probabil fără muniție în noaptea respectivă și că luptele din Berlin vor lua sfârșit în următoarele 24 de ore. Weidling i-a cerut permisiunea pentru o operașiune de „despărțire”; a fost o cerere pe care a făcut-o fără succes în trecut. Hitler nu a răspuns, iar Weidling s-a întors în sediul său din Bendlerblock. În jurul orei 13:00 a primit permisiunea lui Hitler de a încerca o „despărțire” în acea noapte. Hitler, doi secretari și bucătarul său personal au luat apoi prânzul, după care Hitler și Braun și-au luat rămas bun de la membrii personalului din buncăr și de la colaboratorii săi, inclusiv Bormann, Goebbels și familia sa, secretarii și mai mulți ofițeri militari. În jurul orei 14:30 Adolf și Eva au intrat în biroul personal a lui Hitler.

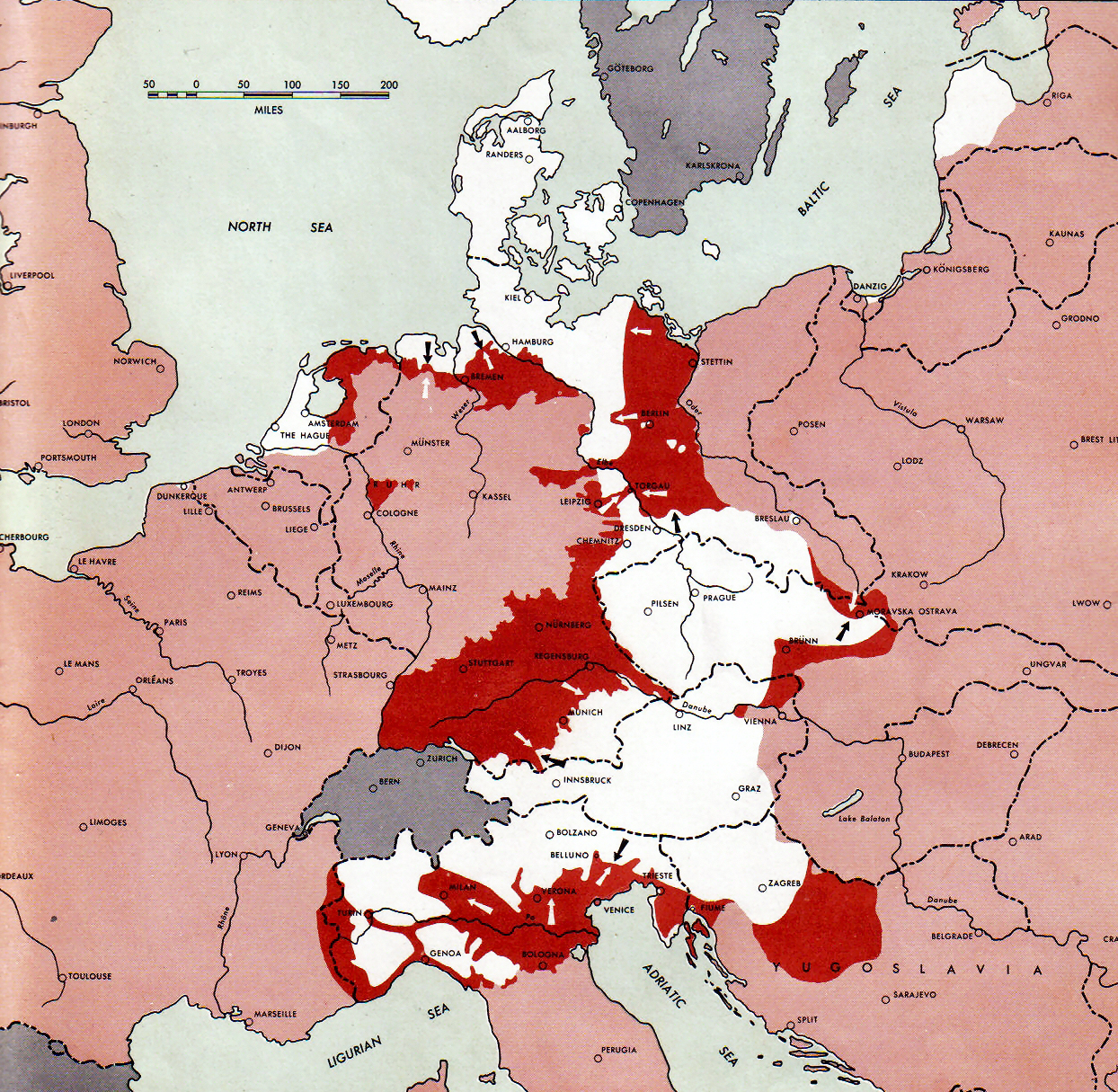
Situația celui de-al Doilea Război Mondial în Europa la momentul morții lui Hitler. Zonele albe erau controlate de trupele germane, zonele roz erau controlate de Aliați, iar zonele roșii indică progresele recente făcute de Aliați.

Mai mulți martori au raportat ulterior că au auzit un puternic foc de armă în jurul orei 15:30. După ce a așteptat câteva minute, valetul lui Hitler, Heinz Linge, a deschis ușa biroului cu Bormann alături. Linge a declarat că a observat imediat un miros de migdale arse, mirosul fiind unul cunoscut în prezența acidului prusic (acid cianhidric). Adjunctul lui Hitler, Sturmbannführer-SS Otto Günsche, a intrat în birou și a găsit pe canapea cele două corpuri fără viață. Eva, cu picioarele întinse, era prăbușită în stânga lui Hitler. Günsche a declarat că Hitler „se așezase... scufundat, cu sângele picurând din tâmpla lui dreaptă. Se împușcase cu propriul său pistol, un Walther PPK 7.65.” Pistolul se afla la picioarele lui și conform Oberscharführer-SS Rochus Misch, capul lui Hitler era întins pe masa din fața lui. Sângele scurs din tâmpla și bărbia dreaptă a lui Hitler făcuse o pată mare pe brațul drept al canapelei și se prelingea pe covor. Tot din mărturiile lui Linge reiese că trupul Evei nu prezenta răni vizibile, iar chipul ei arăta felul cum a murit - prin otrăvire cu cianură. Günsche și Brigadeführer-SS Wilhelm Mohnke au declarat „fără echivoc” că nici străinii și nici cei care lucrau în buncăr „nu a avut niciun acces” la locuințele private ale lui Hitler în timpul morții (între orele 15:00 și 16:00).
Günsche a părăsit camera și a anunțat că Hitler era mort. În conformitate cu instrucțiunile scrise și verbale ale lui Hitler, cele două corpuri au fost urcate pe scări și duse prin ieșirea de urgență a buncărului în grădina din spatele Cancelariei Reichului unde urmau să fie arse cu benzină. Misch i-a raportat decesul lui Franz Schädle și a revenit la tabloul telefonic, amintindu-și ulterior de cineva care striga că trupul lui Hitler a fost incinerat. După ce primele încercări de a aprinde benzina nu au funcționat, Linge s-a dus în buncăr și a revenit cu un sul gros de hârtii. Bormann a aprins hârtiile și le-a aruncat pe cadavre. În timp ce acestea erau cuprinse de flăcări, Bormann, Günsche, Linge, Goebbels, Erich Kempka, Peter Högl,Ewald Lindloff și Hans Reisser și-au ridicat brațele în semn de salut, stând cu toții în interiorul ușii buncărului.
În jurul orei 16:15 Linge le-a ordonat Untersturmführer-SS Heinz Krüger și Oberscharführer-SS Werner Schwiedel să adune covorul din biroul lui Hitler pentru a-l incinera. Schwiedel a afirmat că la intrarea în cameră a văzut o baltă de sânge de mărimea unei „farfurii mari de cină” în fața brațului canapelei. Observând o cutie de cartușe uzate, s-a aplecat și a luat-o de unde era așezată pe covor, la aproximativ 1 mm distanță de pistolul de 7,65. Cei doi au scos covorul pătat de sânge, l-au dus pe scări și l-au așezat afară în grădină, unde a fost ars.
Sovieticii au împânzit zona din jurul Cancelariei în timpul după-amiezii. Gardienii SS au adus mai multe canistre cu benzină pentru a arde în continuare cadavrele. Linge a observat că focul nu distrusese complet rămășițele deoarece cadavrele au fost arse în aer liber, unde distribuția căldurii variază. Cadavrele au ars între orele 16:00 și 18:30. La aproximativ 18:30 Lindloff și Reisser au acoperit rămășițele într-un mic crater de bombă.

## Urmări
Prima bănuială a lumii exterioare despre moartea lui Hitler a fost dată chiar de germani. Pe 1 mai postul de radio Reichssender Hamburg și-a întrerupt programul obișnuit pentru a anunța că Hitler murise în acea după-amiază și l-a prezentat pe succesorul său, președintele Karl Dönitz. Dönitz a îndemnat poporul german să-l jelească pe Führer, despre care a declarat că a murit erou încercând să apere capitala Reichului. În speranța salvării armatei și a națiunii prin negocierea unei predări parțiale în fața britanicilor și americanilor, Dönitz a autorizat retragerea către vest. Tactica sa a fost oarecum reușită: a permis ca aproximativ 1,8 milioane de soldați germani să evite capturarea de către sovietici, dar a costat multă vărsare de sânge deoarece trupele au continuat să lupte până pe 8 mai.
Generalul Hans Krebs s-a întâlnit cu generalul sovietic Vasili Ciuikov chiar înainte de ora 04:00 pe 1 mai, dându-i vestea morții lui Hitler în timp ce încerca să negocieze încetarea focului și deschiderea „negocierilor de pace”. Stalin a fost informat despre sinuciderea lui Hitler în jurul orei 04:05 ora Berlinului, la treisprezece ore după eveniment. El a cerut o capitulare necondiționată, pe care Krebs nu avea autorizare să o acorde. Stalin dorea confirmarea faptului că Hitler era mort și a ordonat unității SMERȘ a Armatei Roșii să găsească cadavrul. În primele ore ale dimineții din 2 mai sovieticii au capturat Cancelaria. În interiorul buncărului, generalii Krebs și Wilhelm Burgdorf s-au sinucis prin împușcare în cap.
Pe 4 mai rămășițele bine arse ale lui Hitler, Braun și a doi câini (presupuși a fi Blondi și urmașul ei, Wulf) au fost descoperite într-un crater de bombă de către comandantul SMERȘ, Ivan Klimenko. Au fost exhumate a doua zi și livrate în secret Secției de combatere a spionajului SMERȘ a Armatei a 3-a de asalt din Buch. Stalin s-a ferit să creadă că Hitler era mort și a restricționat difuzarea informației către public. Până pe 11 mai o parte a maxilarului inferior cu lucrări stomatologice a fost identificată ca fiind a lui Hitler; Käthe Heusermann, asistentul stomatologului său și tehnicianul dentar Fritz Echtmann au confirmat resturile dentare ale lui Hitler și Braun. Detalii despre autopsia sovietică au fost făcute publice în 1968 și au fost folosite de odontologi ai UCLA pentru a confirma în 1972 că rămășițele erau cele ale lui Hitler.
La începutul lui iunie 1945 trupurile lui Hitler, Braun, Joseph și Magda Goebbels, ale celor șase copii Goebbels, Krebs, Blondi și al unui alt câine au fost mutate din Buch la Finow, unde paznicul SS care l-a îngropat Hitler i-a identificat rămășițele. Cadavrele au fost îngropate într-o pădure din Brandenburg pe 3 iunie, iar în final au fost exhumate și mutate în noua unitate a SMERȘ din Magdeburg unde au fost înmormântate în cinci cutii de lemn pe 21 februarie 1946. Îngrijorat de faptul că locul de înmormântare al lui Hitler ar putea deveni un altar neonazist, directorul KGB Iuri Andropov a autorizat o operațiune de distrugere a rămășițelor înmormântate acolo în 1946. O echipă KGB a primit hărți de înmormântare detaliate, iar pe 4 aprilie 1970 a exhumat în secret resturile a 10 sau 11 cadavre „în stare avansată de degradare”. Acestea au fost complet incinerate și zdrobite, iar cenușa aruncată în râul Biederitz, afluent al Elbei din apropiere.

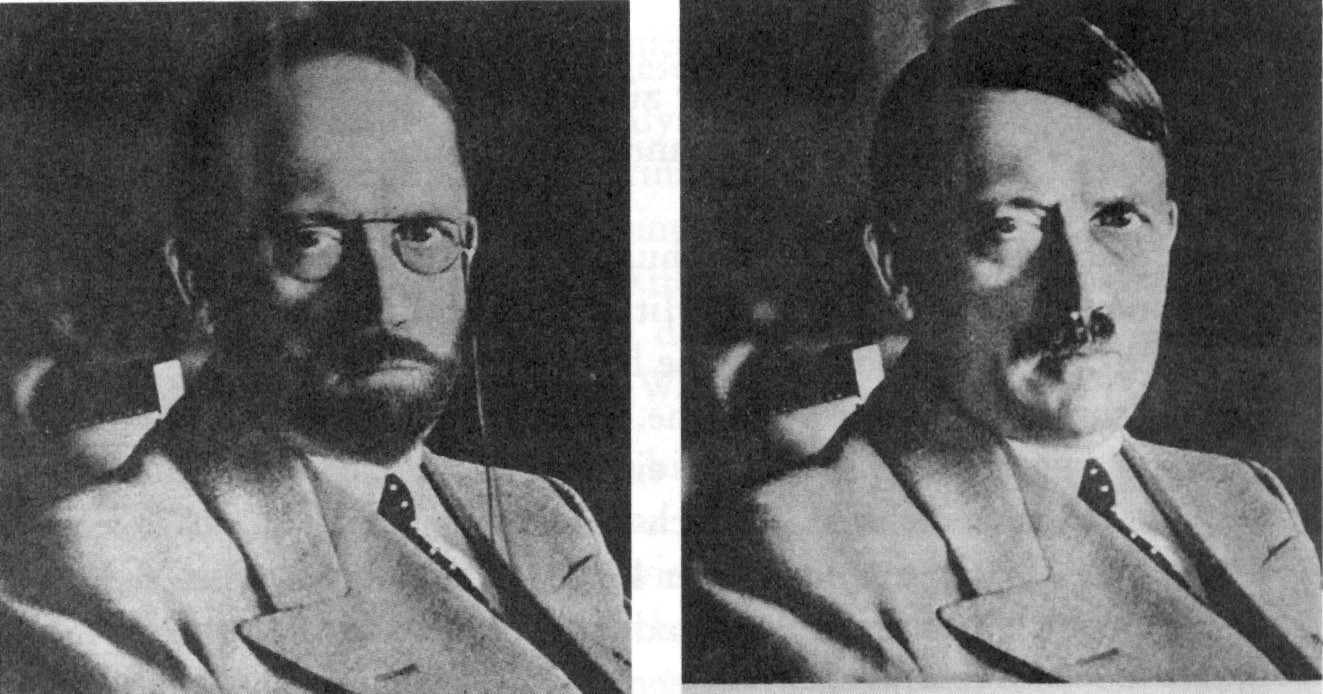
Portretul realizat de Serviciul Secret american în 1944 pentru a arăta cum s-ar putea deghiza Hitler în vederea sustragerii capturii

Din motive politice, Uniunea Sovietică a prezentat diferite versiuni ale sorții lui Hitler. Întrebat în iulie 1945 cum a murit Hitler, Stalin a spus că trăiește „în Spania sau în Argentina”. În noiembrie 1945 Dick White, șeful contraspionajului din sectorul britanic al Berlinului, i-a cerut agentului Hugh Trevor-Roper să investigheze problema pentru a contracara revendicările sovietice. Raportul său a fost publicat în 1947 cu numele Ultimele zile ale lui Hitler (în engleză The Last Days of Hitler). În primii ani de după război sovieticii au susținut că Hitler nu era mort, ci a scăpat și a fost protejat de foștii aliați occidentali.
Pe 30 mai 1946 agenții Ministerului de Interne rus (MVD) au recuperat două fragmente dintr-un craniu aflat în craterul în care a fost îngropat Hitler. Osul parietal stâng prezenta leziuni prin împușcare. Piesa a rămas necatalogată până în 1975 și a fost redescoperită în 1993 în Arhivele de Stat ruse. În 2009 au fost efectuate teste criminalistice și de ADN pe o mică bucată desprinsă din fragmentul de craniu despre care oficialii sovietici credeau că este a lui Hitler. Potrivit cercetătorilor americani, testele lor au arătat că de fapt aparținea unei femei, iar examinarea suturilor craniene a indicat o vârsta mai mică de 40 de ani.
La sfârșitul anilor ’40 și de-a lungul anilor ’50 FBI și CIA au documentat numeroase posibilități ca Hitler să fie încă în viață, dar nu le-au acordat credință niciuneia dintre ele. Documentele au fost declasificate conform Legii de dezvăluire a crimelor de război naziste și au început să fie publicate online la începutul anilor 2010. Secretul în care a fost învăluită ancheta a inspirat diverse teorii ale conspirației.
Pe 29 decembrie 1949 lui Stalin i s-a prezentat un dosar secret ce cuprindea interogarea completă a naziștilor care au fost prezenți în Führerbunker, inclusiv Günsche și Linge. Istoricii occidentali au primit acces în arhivele fostei Uniuni Sovietice începând cu 1991, dar dosarul a rămas nedescoperit timp de 12 ani; în 2005 a fost publicat sub numele de The Hitler Book (Cartea lui Hitler).
În 1968 jurnalistul sovietic Lev Bezymenski a publicat o carte care include detalii despre autopsie, intitulată The Death of Adolf Hitler: Unknown Documents from Soviet Archives (Moartea lui Adolf Hitler: documente necunoscute din arhivele sovietice). Presupusul examen criminalistic condus de Faust Shkaravsky a concluzionat că Hitler a murit prin otrăvire cu cianură, în timp ce Bezymenski teoretizează că Hitler a solicitat o „lovitură de grație” pentru a-și asigura o moarte rapidă. Bezymenski a recunoscut ulterior că opera sa a inclus „minciuni deliberate”, cum ar fi modul în care a murit Hitler.

## Galerie

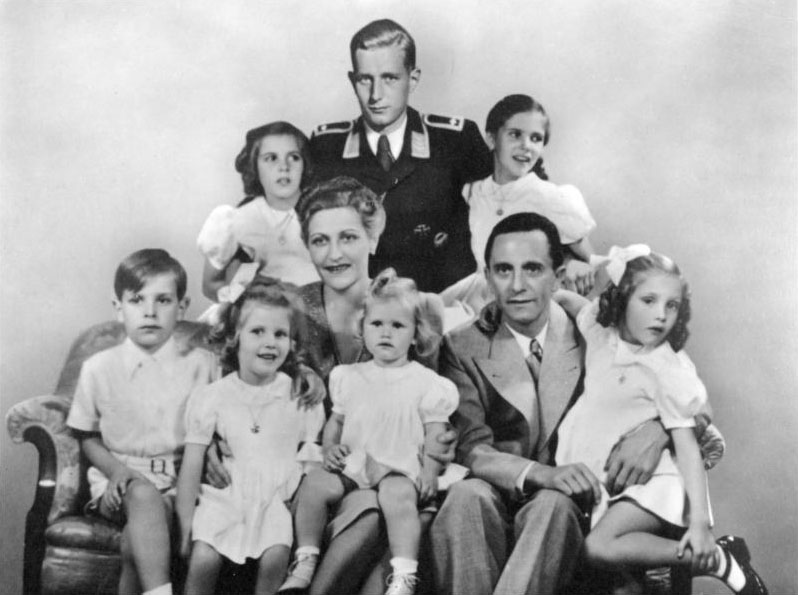
Joseph Goebbels împreună cu soția lui, Magda, și cei șase copii ai lor. În spate se află fiul vitreg al lui Goebbels, Harald Quandt, singurul membru al familiei care a supraviețuit războiului.
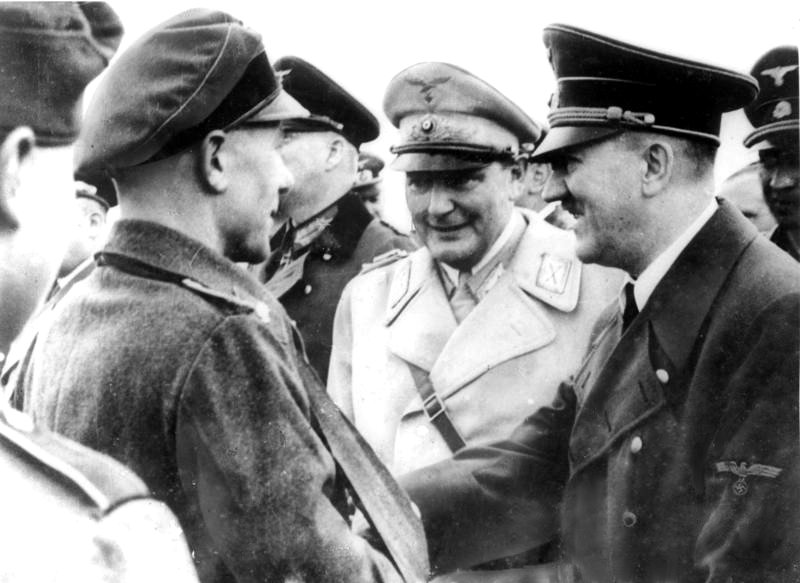
Adolf Hitler (dreapta) vizitând apărătorii Berlinului la începutului lunii aprilie 1945, împreună cu Hermann Göring (centru) și șeful OKW mareșalul Wilhelm Keitel (parțial ascuns)
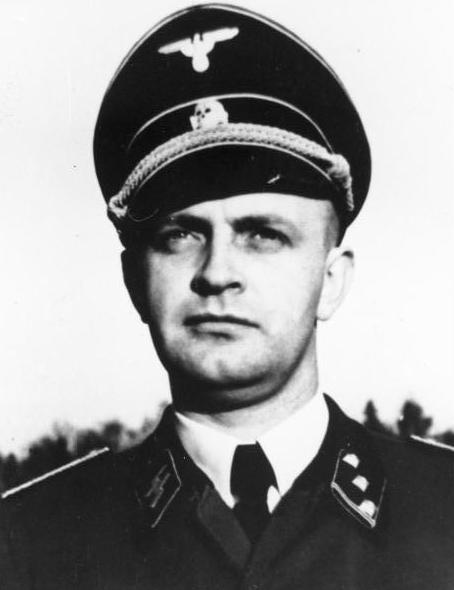
Ofițerul SS Heinz Linge, valetul lui Hitler, a fost unul din primii oameni care l-au văzut pe Hitler după sinucidere.
Winston Churchill așezat pe un scaun rupt provenit din Führerbunker în iulie 1945.

### Filmografie
- Der letzte Akt (1955)
- Hitler: The Last Ten Days (1973)
- The Buncker (1981)
- Ultimele zile ale lui Hitler (2004)

### Articole conexe
- Adolf Hitler
- Bătălia Berlinului
- Sinuciderile în masă din Germania nazistă din 1945